# Geografija Italije
Geografija Italije vključuje opis vseh fizično-geografskih elementov Italije. Italija, katere ozemlje v veliki meri sovpada z istoimensko geografsko regijo, leži v južni Evropi in obsega dolg italijanski polotok v obliki škornja, ki ga prečkajo Apenini, južno stran Alp, veliko Padsko nižino in nekatere otoke, vključno s Sicilijo in Sardinijo. Italija je del severne poloble. Dva od Palagijskih otokov (Lampedusa in Lampione) sta na afriški celini.
Skupna površina Italije je 301.230 km2, od tega je 294.020 km2 kopnega in 7.210 km2 vode. Leži med zemljepisnima širinama 35° in 47° S ter zemljepisnima dolžinama 6° in 19° V. Italija meji na Švico (698 km), Francijo (476 km), Avstrijo (404 km) in Slovenijo (218 km). San Marino (37 km) in Vatikan (3,4 km) sta enklavi. Skupna dolžina meje je 1836,4 km. Vključno z otoki ima Italija obalo dolgo 7900 km na Jadranskem morju, Jonskem morju, Tirenskem morju, Ligurskem morju, Sardinskem morju in Sicilskem prelivu.
Italijanska geografska regija  v svojem tradicionalnem in najbolj sprejetem obsegu ima površino približno 324.000 kvadratnih kilometrov, kar je več od površine celotne Italijanske republike (301.230 kvadratnih kilometrov). Italijanska geografska regija vključuje tudi ozemlja, ki so suvereni deli Hrvaške, Francije, Slovenije in Švice ter štiri majhne neodvisne države Kneževine Monako, Republike Malte, Republike San Marino in mestne države Vatikan (Sveti sedež).

## Splošno
Italijo povezujejo Alpe s srednje-zahodnim delom evropske celine. Zaradi svojega položaja predstavlja most med Evropo in Afriko. Zlasti italijanski polotok je v središču Sredozemskega morja, med Balkanom in Grškim polotokom na vzhodu, Iberskim polotokom na zahodu, Severno Afriko na jugu in celinsko Evropo na severu, ki ju ločujejo Alpe.
Italija loči tudi zahodno porečje Sredozemskega morja od vzhodnega, torej Tirensko morje od Jonskega morja, ki se proti zahodu razteza s Kalabrijo in Sicilijo, ki skupaj geološko tvorita polotok. Sicilijo in Afriko (tunizijski polotok) ločuje le 140 km širok Sicilski preliv.
Na vzhodu je Salento 70 km od albanske obale, na najožji točki Otrantske ožine. To je Capo d'Otranto (imenovan tudi Punta Palascìa), ki je na 40° 7' severne zemljepisne širine in 18° 31' vzhodne dolžine. Severno od Salenta leži dolg in ozek zaliv Jadranskega morja.
Otoka Sardinija in Korzika nato ločita Tirensko morje od Sardinskega morja.
Obalni razvoj italijanskega polotoka in otokov je velik; približno 8.000 kilometrov (5.000 milj), kar je veliko večje od tistega na Iberskem polotoku, vendar veliko manj kot na Balkanu.
V Italiji prevladujejo hribovita območja (41,6 % ozemlja) v primerjavi z gorskimi območji (35,2 % ozemlja) ali ravninska območja (23,2 %).
Današnja italijanska tla so posledica antropizacije in so deloma gorata, deloma hribovita, deloma vulkanska, deloma endolagunasta z izboklinami, polesinami, otoki, posušena z melioracijami (Bonifiche Circeo, Ferraresi, Comacchio, Ostiense, Pisana in tako naprej) večje dviganje nasipov (na primer odvzem 1,7 milijarde kubičnih metrov sveže vode na leto samo iz 20 konzorcijev iz Veneta).
Nobeno naseljeno središče v Italiji ni oddaljeno več kot 294 km (183 milj) od morja, italijanska občina, ki je najbolj oddaljena od morja, pa je Madesimo (provinca Sondrio), ki je 294 km (183 milj) od Ligurskega morja.

### Meje
Italija meji na Švico (698 km), Francijo (476 km), Avstrijo (404 km) in Slovenijo (218 km). San Marino (37 km) in Vatikan (3,4 km) sta enklavi. Skupna dolžina meje je 1836,4 km. Italija, vključno z otoki, ima 7900 km obale na Jadranskem morju, Jonskem morju, Tirenskem morju, Ligurskem morju, Sardinskem morju in Sicilijski ožini.

### Geografski podatki
- Najsevernejša točka — Testa Gemella Occidentale, Prettau (Predoi), Južna Tirolska na 47°5′N 12°11′E / 47.083°N 12.183°E
- najbolj južna točka — Punta Pesce Spada, Lampedusa, Sicilija na 35°29′N 12°36′E / 35.483°N 12.600°E (celotno ozemlje); Capo Spartivento, Palizzi, Kalabrija na 37°55′N 15°59′E / 37.917°N 15.983°E (celina)
- najbolj zahodna točka — Rocca Bernauda, Bardonecchia, Piemont na 45°6′N 6°37′E / 45.100°N 6.617°E
- Najbolj vzhodna točka — Capo d'Otranto, Otranto, Apulia na 40°6′N 18°31′E / 40.100°N 18.517°E

Razdalja, ki ločuje Testa Gemella Occidentale od Punta Pesce Spada je 1291 km; največja razdalja med vzhodno in zahodno mejo je približno 600 km. Občine na koncih Italije so:
- Predoi, najsevernejša občina
- Lampedusa e Linosa, najjužnejša občina
- Otranto, najbolj vzhodna občina
- Bardonecchia, najbolj zahodna občina

### Višine
- Najvišja točka: Mont Blanc (Dolina Aoste) 4810,90 m na 45°50′ N 6°51′ E
- Najnižja točka: Jolanda di Savoia (provinca Ferrara) −3,44 metra pri 44°53′ N 11°59′ E
- Najvišje naselje: Trepalle, Livigno 2209 metrov na 46°32′ N 10°11′ E

### Pomorske zahteve
- Teritorialno morje: 12 nmi (22,2 km; 13,8 mi)
- epikontinentalni pas: 200 metrov globine ali do globine izkoriščanja
- Izključna ekonomska cona: 541.915 km2 (209.235 kvadratnih milj)

### Geografski center
Čeprav je Istituto Geografico Militare iz Firenc večkrat izjavil, da je nemogoče enolično določiti središče negeometrijske oblike, kot je ta v Italiji, obstaja več lokacij, ki se glede na sprejeta merila za merjenje potegujejo za primat geografskega središča Italije:
- Monteluco (Perugia);[12]
- Narni (Terni);[13]
- Orvieto (Terni);[14]
- Rieti (Rieti).

## Raba zemljišč
- Pozidano (urbano, industrijsko itd.): 4,9 %
- kmetijstvo: 52,2 %
  - obdelovalne zemlje: 27,9 %
  - stalno: 7,1 %
  - Drugo: 17,2 %
- Gozd: 41,4 %
- Mokrišča: 0,4 %
- Voda (jezera itd.): 1,1 %

### Namakane površine
- 39,510 km2 (2007)

### Skupaj obnovljivi viri
- 191,3 km³ (2011)

### Odvzem sladke vode (domači/industrijski/kmetijski)
- total: 45,41 km³/yr (24 %/43 %/34 %)
- per capita: 789,8 m³/yr (2008)

## Enote
Italijanska geografska regija ima v svojem tradicionalnem in najbolj sprejetem obsegu površino približno 324.000 kvadratnih kilometrov, kar je več od površine celotne Italijanske republike (301.230 kvadratnih kilometrov). Italijanska geografska regija vključuje tudi ozemlja, ki so suvereni deli Hrvaške, Francije, Slovenije in Švice ter štiri majhne neodvisne države Kneževine Monako, Republike Malte, Republike San Marino in mestne države Vatikan (Sveti sedež). Italija in italijanska geografska regija sta razdeljeni na tri dele, čeprav z nekaterimi razlikami.

### Kontinentalna Italija
Kontinentalna Italija opredeljena kot južna stran Alp, Padska nižina, Ligurija in del Apeninov, omejen s konvencionalno črto, ki povezuje La Spezio z Riminijem. Regija Nica (ki ustreza zgodovinskemu okrožju Nica), italijanska Švica, del Julijske krajine in drugi manj obsežni deli ozemlja, kot so Valle Stretta, Gondo in Val Monastero, v svojem celinskem delu niso del Italijanske republike, ampak so del italijanske geografske regije. Nasprotno pa Val di Lei, Val di Livigno, porečje San Candido, dolina Rio Sesto in porečje Trbiža, čeprav del Italijanske republike, niso vključene v italijansko geografsko regijo.

### Italijanski polotok
Pod polotoško Italijo mislimo na celoten južni del od omenjene črte, do Punta Melito v Kalabriji (ki je najbolj južna točka polotoka) in Santa Maria di Leuca v Apuliji. San Marino in Vatikan sta tuji ozemlji, čeprav sta vključena v italijansko geografsko regijo.
Italijanski polotok zavzema srednji položaj med tremi glavnimi polotoki južne Evrope, ki se pojavlja v središču Sredozemskega morja, z velikimi otoki in nekaterimi arhipelagami.

### Otoška Italija
Otoško Italijo sestavljajo Sardinija, Sicilija in številni manjši otoki, raztreseni ali združeni v arhipelage v morjih, ki oblivajo obale polotoka. Korzika politično ni vključena v otoško Italijo, saj pripada Franciji, je pa vključena v italijansko geografsko regijo.
Pet največjih otokov, ki pripadajo italijanski državi, je po velikosti:
- Sicilija (25,707 km²)
- Sardinija (24,090 km² )
- Elba (223 km²)
- Sant'Antioco (108.9 km²)
- Pantellerija (83 km²).

Drugi otoki, ki pripadajo Italiji, so združeni v naslednje arhipelage:
- arhipelag zaliva La Spezia, ki ga tvorijo otoki Palmaria, Tino in Tinetto;
- Toskanski arhipelag, ki ga tvori otok Elba, največji in najpomembnejši iz skupine, iz katere se že stoletja pridobiva železo. Severno od otoka Elba se dvigata Capraia in Gorgona, na jugu Pianosa, Montecristo, Giannutri in otok Giglio. Manjši otočki so Cerboli in Palmaiola ob obali Elbe, otoček Sparviero na Punta Ala, Formiche di Grosseto, Formica di Burano, Formica di Montecristo (ali Scoglio d'Africa) in nekateri otočki ob obali rta Argentario, vključno z Argentarola, Isola Rossa in Isolotto, poleg Secche della Meloria in Secche di Vada.
- Flegrejsko otočje (Ischia in Procida) plus Capri v Neapeljskem zalivu; včasih so trije otoki vključeni v kampanjski arhipelag;
- Pontinsko otočje: Ponza, Palmarola, Zannone in Ventotene, v zalivu Gaeta;
- arhipelag Eolsko otočje ali Otočje Lìpari, ki vključuje otoke: Salina, Lipari, največji v skupini, Vulcano, Panarea in nato Stromboli, eruptivni stožec, ki še vedno deluje, ki so ga stari Grki imenovali Stronghilo, zaradi stožčaste oblike obrnjenega vrha na morju; tem je treba dodati otoka Filicudija in Alicudija;
- Egadsko otočje, torej otoki Favignana, Marettimo, Levanzo in Stagnone, ki ležijo med Marsalo in Trapanijem, zahodno od Sicilije;
- Pelagijsko otočje, vključno Linosa, Lampione in Lampedusa;
- Na Siciliji je Ustica ob Palermskem zalivu in Pantelleria sredi Sicilskega preliva;
- Tremitsko otočje in otok Pianosa, ki se dvigajo v Jadranskem morju;
- Severno od Sardinije Asinara in arhipelag La Maddalena, na jugu San Pietro in Sant'Antioco.
- Otoka Cheradi San Pietro in San Paolo v Tarantskem zalivu.

## Orografija

### Gore
Skoraj 40 % italijanskega ozemlja je gorata, z Alpami kot severno mejo in Apeninskimi gorami, ki tvorijo hrbtenico polotoka in se raztezajo na dolžini 1350 km. Alpe so povezane z Apenini s prelazom Colle di Cadibona v Ligurskih Alpah. Devetnajst italijanskih dežel prečkajo bodisi Alpe bodisi Apenini ali njuni odrastki. Sardinija ima gore s svojimi značilnostmi in je vključena v sardinsko-korziški relief, saj vpliva tudi na Korziko.
Alpe (nastale v mezozoiku in kenozoiku)  obdajajo Padsko nižino na severu, vzhodu in zahodu ter se razvijajo vzdolž celotne severne meje Italije (približno 1000 km) in ustvarjajo naravno mejo. Alpe vsebujejo najvišji vrh Evropske unije, Mont Blanc, s 4810 metri nadmorske višine, ki leži med dolino Aoste in Francijo.
Apenini (nastali v oligocenu)  se dvigajo južno od Padske nižine in potekajo od severa proti jugu po celotnem italijanskem polotoku, od Ligurije do Kalabrije in se nadaljujejo na severni Siciliji in se končajo v Madonii, ki deluje kot razvodnica med Tirensko in Jadransko-jonsko obalo.
Najvišje vrhove v Italiji najdemo v Zahodnih Alpah, kjer so številni vrhovi, ki presegajo 4000 metrov, vključno z Monte Rosa (4634 metrov), Monte Cervino (4478 metrov) in Mont Blanc. Najvišja gora Apeninov je Gran Sasso d'Italia (2912 metrov).
Svetovno znane gore v Italiji so Monte Cervino (Matterhorn), Monte Rosa, Gran Paradiso v Zahodnih Alpah ter Bernina, Stelvio in Dolomiti ob vzhodni strani Alp.

### Hribovje
Hribi pokrivajo večino italijanskega ozemlja. V glavnem so v srednje-južnem delu polotoka, ob straneh Apeninskega grebena, pa tudi v predalpskem območju, blizu Alp.
Hriboviti reliefi, ki se izmenjujejo z kotanjami in dolinami, so rahli in ne presegajo 800 metrov.
Prva dva hribovita sistema sta subalpsko hribovje in Preappennino, dva hribovita pasova, razporejena med Alpami in Padsko nižino ter med Apenini in Jadransko obalo. Subalpsko hribovje se bolj razširi v zahodnem delu Padske nižine, kjer tvori hribe Langhe in Montferrat. Dva druga sistema sta Tirenski Anti-Apeninski, ki se razteza od Colline Metallifere v Toskani do Vezuva in Beneventanskega hribovja v Kampaniji, ter Jadranski Anti-Apeninski, prisoten v Apuliji z griči Murge in Gargano.
Italijanski hribi imajo različen izvor:
- Langhe, Monferrato, Chianti in Murge so sedimentni griči, ki so nastali z dvigom morskega dna.
- Beneventansko hribovje je terciarne formacije, torej sestavljeno iz gramoznih plasti ali množic prodnikov, pomešanih z apnencem in peščenjakom, verjetno zaradi dviga jezerskega dna.
- Hribi Brianza, Canavese in na splošno celoten pas, ki poteka ob vznožju Alp, so morenski, torej sestavljeni iz nanosov zemlje in drobljenega kamna, ki so jih prenašali starodavni ledeniki.
- Evganejsko gričevje in številne druge formacije v Toskani, Laciju, Kampaniji so vulkanskega izvora, torej so ostanki starodavnih ugaslih vulkanov, ki jih je oblikovala dolga erozija.

### Planote
Planote predstavljajo 23,2 % italijanskega nacionalnega ozemlja. Vmes so velika ravnica v dolini reke Pad, največje reke v Italiji, ki teče 652 km proti vzhodu od Kotijskih Alp do Jadrana. Padska nižina je največja nižina v Italiji s 46.000 km2 in predstavlja več kot 70 % celotne ravninske površine v državi. Padska nižina je razdeljena na dva pasova: visoko planoto, ki meji na alpsko in apeninsko hribovje, ter nizko nižino, ki je v središču in sega do delte Pada.
Na polotočnem delu in na otokih so le majhne planote, ki so pogosto ob obalah in ob izlivu večjih rek, v bližini katerih so nastale: to je na primer Tavoliere delle Puglie, Campidano na Sardiniji ali Maremma v Toskani.
Italijanske planote imajo različen izvor:
- Večji del je aluvialnega izvora, torej nastal iz naplavin, ki jih reke odlagajo ob svojem toku. Padska nižina, Valdarno, Pontinsko barje, Campidano, Metapontino, planota Sele, Salento, planota Sibari, nižina Catania in nižina Sant'Eufemia so aluvialne.[22]
- Druga največja italijanska nižina je Tavoliere delle Puglie, ki je dvigajoča se nižina, ki je nastala iz dviga morskega dna.
- Druge nižine, na primer nižina Kampanije, so vulkanskega izvora, kjer je pepel vulkanov napolnil okoliške doline in jih spremenil v rodovitne ravnice.

## Hidrografija
Italijo, razen na severu, obdaja morje, njeno ozemlje pa ima bogat rezervat celinskih voda (reke in jezera). Južne regije pa so zaradi pomanjkanja dežja in odsotnosti ledenikov, ki bi lahko napajale reke, bolj suhe od severnih.

### Reke
Italijanske reke so krajše od rek v drugih evropskih regijah zaradi Apeninov, ki tečejo vzdolž celotne dolžine polotoka in delijo vode na dve nasprotni strani. Številne v severni Italiji pa so, zaradi relativne obilice dežja na splošno in zaradi prisotnosti alpske verige, bogate s snežišči in ledeniki, zelo vodnate in hudourniške.
Temeljno razvodje sledi grebenu Alp in Apeninov in določa pet glavnih pobočij, ki ustrezajo morjem, v katera se reke izlivajo: jadransko, jonsko, tirensko, ligursko in sredozemsko stran. Italijanske reke so razvrščene v dve glavni skupini: reke porečja reke Pad in reke na apeninskem polotoku.
Najdaljša italijanska reka je Pad (652 km), ki teče iz Monvisa, skozi celotno Padsko nižino od zahoda proti vzhodu, nato pa se skozi delto izliva v Jadransko morje. Poleg tega, da je najdaljša, je tudi reka z največjim porečjem in največjim pretokom ob ustju.
Druga najdaljša italijanska reka je Adiža (410 km), ki izvira iz jezera Lago di resia v Retijskih Alpah, teče proti vzhodu po gorski dolini Vinschgau in se pri Meranu usmeri na jug ter pri kraju Chioggie izliva v Jadransko morje.
Tretja najdaljša reka v Italiji je Tibera (405 km), druga najdaljša italijanska reka po hidrografskem bazenu; izvira na Monte Fumaiolo (v Emiliji-Romanji) in se izliva v Tirensko morje, potem ko je prečkala središče Rima.
Za Tibero so po dolžini reke Adda (313 km), Oglio (280 km), Tanaro (276 km) in Ticino (248 km, od tega je 157 km v Italiji).
Večina italijanskih rek se izliva bodisi v Jadransko morje (kot so Pad, Piava, Adiža, Brenta, Tilment, Reno) ali v Tirensko (kot so Arno, Tibera in Volturno), čeprav se vode iz nekaterih obmejnih občin izlivajo v Črno morje skozi porečje Drave (Innichen in Sexten v Trentino - Zgornje Poadižje), Trbiž v Furlaniji - Julijski krajini) ali Inn (Livigno v Lombardiji), oba pritoka Donave in vode iz Lago di Lei v Lombardiji, ki se izliva v Severno morje skozi porečje Rena.

### Jezera
V Italiji je več kot 1000 jezer, večinoma umetno ustvarjenih z zajezitvijo rečnih dolin.
Na severu države so številna alpska jezera, nastala zaradi nakopičene čelne morene kot posledica poledenitve, vključno z največjim v Italiji Gardskim jezerom (370 km²). Druga dobro znana od teh alpskih jezer je jezero Maggiore (212,5 km²), katerega najsevernejši del je v Švici, Komsko jezero, ki ima rekordno globino v Italijanski republiki, 410 m (146 km²), jezero Orta, Lugano, Iseo, Idro. Ta jezera zasedajo široke doline, ki so jih izklesali starodavni ledeniki.
V Italiji so tudi obalna jezera, kot je jezero Lago di Lesina, ki je od morja ločeno z ozkim pasom kopnega, in vulkanska jezera (Bolsensko jezero, jezero Vico, jezero Bracciano), ki zavzemajo kraterje ugaslih vulkanov. Trasimensko jezero pa je nastalo v zemeljski kotanji. Drugi pomembni jezeri v Italiji sta Varano in Omodeo na Sardiniji.
Močvirja in ribniki, ki so v preteklosti pokrivali obsežna ravninska območja Italije, so bila v zadnjih stoletjih v veliki meri izsušena; nekaj preostalih mokrišč, kot sta Valli di Comacchio v Emiliji-Romanji ali Stagno di Cagliari na Sardiniji, so zaščitena kot zelo dragoceno naravno okolje.
Ob italijanskih obalah so lagune, med katerimi po svoji velikosti in pomembnosti izstopata Beneška laguna in Maranska laguna v severnem Jadranu ter laguna Orbetello na toskanski obali.

### Morja in obale
Italijanski polotok sega v Sredozemsko morje, ki je okrog njega razdeljeno na različna morja.
Ligursko morje obliva obale Ligurije in, po kartografiji Hidrografskega inštituta mornarice, severne toskanske obale na jugu do otoka Elba.
Tirensko morje obliva zahodne obale polotoka južno od otoka Elba (in s tem vse regije od Toskane do Kalabrije), severne obale Sicilije in vzhodne obale Sardinije.
Jadransko morje obliva vzhodne obale polotoka, od Furlanije - Julijske krajine do rta Santa Maria di Leuca v Apuliji.
Jonsko morje obliva vzhodne obale Sicilije in Kalabrije, obalo Bazilikate in zahodne obale Apulije.
Južno od Sicilije leži Sicilski preliv, zahodno od Sardinije pa Sardinsko morje.
Italija ima obalo, dolgo približno 7900 km, z veliko različnimi oblikami, ki so odvisne tako od narave celine kot od delovanja morja.
Jadranska obala je precej ravna, na severu ju zaznamujeta Tržaški in Beneški zaliv, v središču rt Conero, na jugu rt Gargano, ki tvori Manfredonski zaliv. Jadranska obala je nizka in peščena, z lagunami na severnem delu. Le na tržaškem območju, podobno kot Garganom, Conero in spodnji vzhodni Salento(med Otrantom in Santa Maria di Leuca), sledijo skalni odseki.
Jonske obale so v glavnem nizke in peščene, zanje je značilen širok Tarantski zaliv, ki ga na vzhodu zapira polotok Salento (ki ga loči od Jadrana), na zahodu pa polotok Kalabrija (ki ga loči od Tirenskega morja).
Mesinski preliv povezuje Jonsko in Tirensko morje.
Tirenske obale so zelo razgibane, s kamnitimi odseki, ki se izmenjujejo s peščenimi plažami, s številnimi zalivi in rti. Med številnimi zalivi so Neapeljski, Salernski in Gaeta, med polotokoma Sorrento in rtom Circeo in Piombino. V Tirenskem morju so trije pomembni prelivi: med otokom Elba in toskansko obalo preliv Piombino, med Elbo in Korziko Korziški preliv ter med Sardinijo in Korziko preliv Bonifacio.
Ligursko morje, katerega središče je Genovski zaliv, ima visoke in skalnate obale v Rivieri di Levante in mešane obale v Rivieri di Ponente.

## Geologija
Podzemni narivi, ki so pred milijoni let povzročili nastanek reliefa Italije, še vedno delujejo: o tem pričajo potresi in eruptivna aktivnost vulkanov.

### Potresi
Italija, stisnjena med dve tektonski plošči, Afriško in Evrazijsko ploščo, je zelo izpostavljena potresom, tudi intenzivnim, tako zelo, da drži rekord v Evropi. Območja z največjim potresnim tveganjem so predvsem sever in jugozahod Sicilije, celotni Apenini (zlasti osrednje-južno območje), severna Apulija, skoraj vsa Furlanija - Julijska krajina in končno severozahod Benečije. Nasprotno, območja z majhnim ali nič potresnega tveganja so Alpe (razen skrajnega zahodnega in vzhodnega območja), večina Padske nižine, tirenske obale do Lacija, osrednja-južna Apulija, Sardinija in osrednja Sicilija.

### Vulkani
Italija je znana tudi po prisotnosti številnih vulkanov, najbolj znani so Vezuv pri Neaplju, Etna pri Catanii (ki je s svojimi 3343 m najvišji vulkan v Evropi), Stromboli in Vulcano, na Eolskem otočju v pokrajini Mesina, poleg velike kaldere, ki jo tvori Flegrejska polja (Campi Flegrei) v Kampaniji.
Na polotoku je tudi veliko ugaslih vulkanov, takih ki so prenehali z izbruhom, kot so Evganejsko gričevje v pokrajini Padova, fMonte Amiata v Toskani, gričevje Berici v pokrajini Vicenza in območje Castelli Romani, kjer je tam več jezer, ki zasedajo kraterje starodavnih vulkanov. Podobnega izvora so imela tudi jezera Bracciano, Vico in Bolsena v severnem Laciju.
V zadnjih letih so bile izvedene tudi številne študije za boljše razumevanje strukture in uničujočega potenciala podmorskega vulkana Marsili, ki je približno 140 km severno od Sicilije in približno 150 km zahodno od Kalabrije. Marsili je s svojimi 70 km dolžine in 30 km širine (enako 2100 km²) površine) eden največjih vulkanov v Evropi.
Številni elementi italijanskega ozemlja so vulkanskega izvora. Večina majhnih otokov in arhipelagov na jugu, kot so Capraia, Ponza, Ischia, Eolie, Ustica in Pantelleria, so vulkanski otoki.

## Galerija
- Fotografija astronavtov, ki poudarja nočni videz južne Italije.
- Južna Italija in Sicilija na zemljevidu iz leta 1849.
- Etna, najvišji aktivni vulkan v Evropi.
- Otok Asinara z aragonskim Torre della Pelosa (16. stoletje), Sardinija.
- Obalna območja Ligurije imajo sredozemsko podnebje.
- Pokrajina Toskane.
- Riževa polja v Padski dolini blizu Vercellija.
- Slap Marmore, najvišji umetni slap na svetu, so ustvarili stari Rimljani.
- Vezuv se dviga nad ruševinami Pompejev.
- Panorama Benetk in njene lagune.
- Pri Trstu se Kraška planota navpično spušča v Jadransko morje.
- Gran Sasso d'Italia, najvišji vrh Apeninov.
- Vinogradi v hribih Montferrat, z Monvisom v ozadju.
- Livigno, najvišja občina v Italiji, pozimi.
- Messinska ožina, gledano s celine.
- La Canna, skala ob obali Filicudija.
- Južna obala Sardinije.
- Reka Pad, kot jo vidimo v Cremoni, na megleni zimski dan.